# Marie Jeanne Riccoboni
Marie Jeanne Riccoboni, född Laboras de Mezières 1713, död 1792, var en fransk-italiensk skådespelare och författare. Hon producerade främst romaner och var en populär och framgångsrik författare i Frankrike under sin verksamhetstid. 
Hon var dotter till Marie-Marguerite Dujac och Christophe de Heurles de Laboras. Hennes far dömdes 1714 för bigami och hennes mor övergav henne. Hon placerades i ett kloster, men vägrade bli nunna och hennes mor tvingades 1728 hämta ut henne. Hon gifte sig 1734 med Antoine-François Riccoboni, aktör vid den italienska teatern i Paris, och blev presenterad i intellektuella konstnärskretsar. Mellan 1734 och 1760 var hon verksam som skådespelare, men fick som sådan dålig kritik. Hennes äktenskap var olyckligt. Hon ska ha haft en omtalad olycklig förälskelse i greve Yves de Maillbois, och från 1764 hade hon ett förhållande med den trettio år yngre brittiske diplomaten Robert Liston, som stod som karaktärsmall för många av hennes romanfigurer. Hon besökte litterära salonger hos d'Holbach och Helvetius och umgicks Adam Smith, David Hume och Diderot, som beundrade henne som författare.  
Hon var från 1757 verksam som författare, där hon rönte stor framgång: hon skrev tio romaner, vissa i form av brevromaner, och gjorde också översättningar. Hon fick slutligen en kunglig pension för sin verksamhet. 
Under franska revolutionen fråntogs hon sin kungliga pension och avled i fattigdom. 
Verk:
- Lettres de mistriss Fanni Butlerd (1757)
- Histoire du marquis de Cressy (1758)
- Lettres de Milady Juliette Catesby (1759)
- l'Histoire d'Ernestine (1765)
- Adelaide de Dammartin (comtesse de Sancerre) (2 vol., 1766)
- Elizabeth Sophie de Valliere (2 vol., 1772)
- Milord Rivers (2 vol., 1776)